# Sathiyan Gnanasekaran
Sathiyan Gnanasekaran (* 8. Januar 1993 in Chennai) ist ein indischer Tischtennisspieler, der seit Juli 2018 durchgehend unter den Top 40 der Weltrangliste steht. Er war Mitglied des indischen Teams, das bei den Junioren-Weltmeisterschaften 2011 Bronze holte. Sathiyan ist Indiens bestplatzierter Spieler in der Rangliste der ITTF. (Stand Oktober 2022)
2018 wurde er beim deutschen Bundesligaklub ASV Grünwettersbach verpflichtet. Davor war er in Polen beim Zooleszcz Gwialzda aktiv. Im gleichen Jahr war er Mitglied des indischen Teams, das bei den Asienspielen Bronze holte. Das war die erste Medaille, die Indien bei Asienspielen gewann. 2020 verließ er Grünwettersbach Richtung Okayama (Japan).
Sathiyan stammt aus Chennai im Bundesstaat Tamil Nadu. Er wurde zum Ingenieur ausgebildet.
Im September 2016 gewann er den Titel bei den Belgium Open im Herreneinzel. Es war sein erster Profi-Titel.

## Erfolge
- Silber bei den Bulgaria Open 2017 im Doppel
- Bronze bei den Swedish Open 2017 im Doppel
- Gewinner der Belgium Open 2016 im Einzel
- Gewinner der Belgium Open 2017 im Einzel